# Mamminasata
Mamminasata ist ein Pilotprojekt für eine integrierte Raumentwicklung in der indonesischen Provinz Süd-Sulawesi. Das Ballungsraumkonzept wird durch die vier Städte Makassar, Maros, Sungguminasa und Takalar mit etwa 2,75 Millionen Einwohnern gebildet. Das Konzept wurde durch den Gouverneur von Süd-Sulawesi gemeinsam mit dem Minister für öffentliche Arbeiten der Republik Indonesien abgesegnet.
Der Name Mamminasata setzt sich aus den Buchstaben bzw. Silben der vier Städte zusammen: Makassar, Maros, Sungguminasa und Takalar.

## Städtische Umgebung von Mamminasata
Die Metropolregion Mamminasata umfasst 46 Unterbezirke (Kecamatan) innerhalb der Gemeinde Makassar und der drei Bezirke Maros, Gowa und Takalar:
1. Das gesamte Stadtgebiet von Makassar mit 14 Unterbezirken: Tamalanrea, Biringkanaya, Manggala, Panakkukang, Tallo, Ujung Tanah, Bontoala, Wajo, Ujung Pandang, Makassar, Rappocini, Tamalate, Mamajang und Mariso.
2. Das gesamte Bezirksgebiet von Takalar mit 9 Unterbezirken: Mangarabombang, Mappakasunggu, Sanrobone, Polombangkeng Selatan, Pattallassang, Polombangkeng Utara, Galesong Selatan, Galesong und Galesong Utara
3. Teile des Bezirksgebiets von Gowa mit 11 Unterbezirken: Somba Opu, Bontomarannu, Pallangga, Bajeng, Bajeng Barat, Barombong, Manuju, Pattallassang, Parangloe, Bontonompo und Bontonompo Selatan
4. Teile des Bezirksgebiets von Maros mit 12 Unterbezirken: Maros Baru, Turikale, Marusu, Mandai, Moncongloe, Bontoa, Lau, Tanralili, Tompobulu, Bantimurung, Simbang und  Cenrana